# The Unsane
The Unsane ist eine US-amerikanische Thrash-Metal-Band aus Levitown, New York, die im Jahr 1986 gegründet wurde.

## Geschichte
Die Band wurde im Jahr 1987 gegründet und bestand aus dem Bassisten, Gitarristen und Sänger John Page, dem Gitarristen Tony Reynolds und dem Schlagzeuger Franko Reynolds. Nachdem sie die ersten Lieder entwickelt hatten, erschien 1988 über New Renaissance Records die EP Inverted Crosses. Auf dem im Jahr 1991 folgenden Album Slap of Reality war Page nur noch als Sänger und Bassist tätig.

## Stil
Die Band spielte auf ihrer EP Inverted Crosses eine schnelle und aggressive Form des Thrash Metal, der an Slayer erinnert. Vor allem Pages Gesang erinnert oft an den von Tom Araya. Beinahe jedes Lied wird durch einen Schrei eingeleitet, „als hätte John Page grade ’nen Bienenschwarm verschluckt“, wobei „John noch so singt, wie Tom schon lange nicht mehr klingen will, rasend schnell“. Ähnlich gab sich die Band auch auf ihrem Debütalbum Slap of Reality, wobei dies besser produziert war als die EP. Klanglich wird das Album mit Slayers Reign in Blood verglichen.

## Diskografie
- Inverted Crosses (EP, 1988, New Renaissance Records)
- Slap of Reality (Album, 1991, New Renaissance Records)